# NGC 4302
NGC 4302 est une galaxie spirale située dans la constellation de la Chevelure de Bérénice. NGC 4302 a été découverte par l'astronome germano-britannique William Herschel en 1784.

## Caractéristiques
La classe de luminosité de NGC 4302 est III et elle présente une large raie HI. NGC 4302 faisait partie des galaxies étudiées lors du relevé de l'hydrogène neutre de l'amas de la Vierge par le Very Large Array. Les résultats de cette étude sont sur cette page du site du VLA.

### Distance
Sa vitesse par rapport au fond diffus cosmologique est de 1 427 ± 24 km/s, ce qui correspond à une distance de Hubble de 21,0 ± 1,5 Mpc (∼68,5 millions d'al).
À ce jour, 14 mesures non basées sur le décalage vers le rouge (redshift) donnent une distance de 20,143 ± 8,923 Mpc (∼65,7 millions d'al), ce qui est à l'INtérieur des valeurs de la distance de Hubble.

### Morphologie

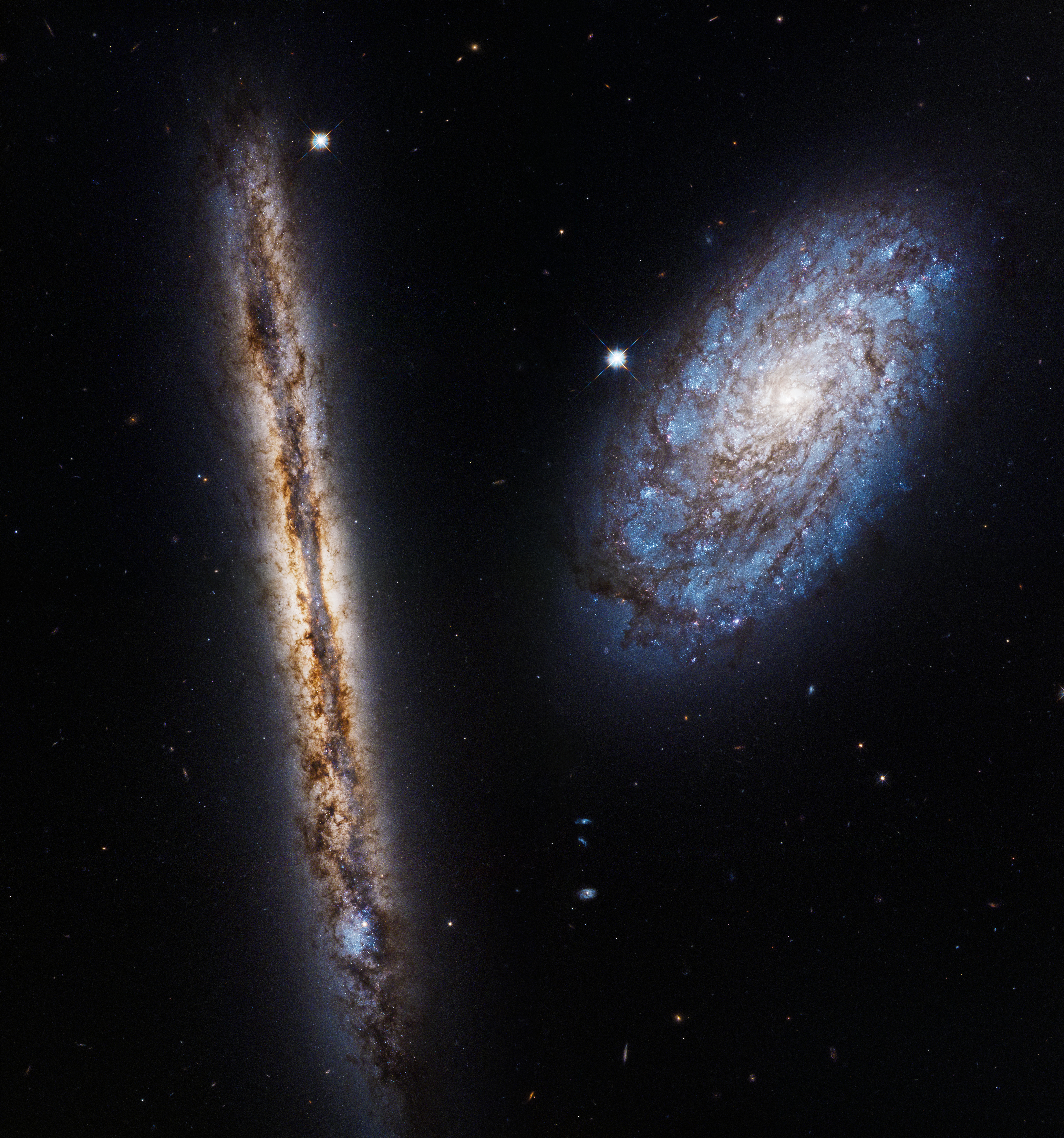
NGC 4302 et NGC 4298 par le télescope spatial Hubble.
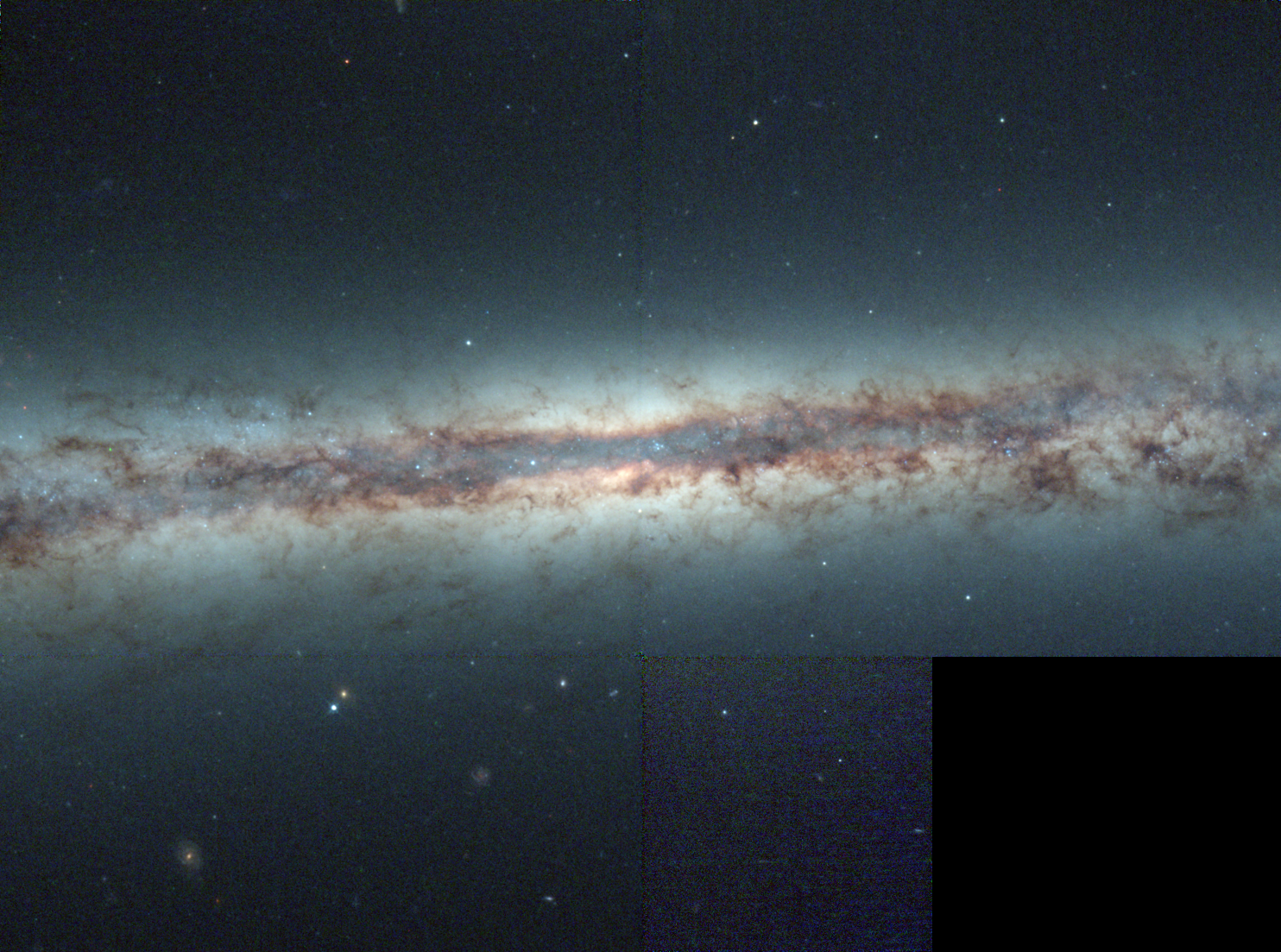
Gros plan sur NGC 4302 par le télescope spatial Hubble.

NGC 4302 a été utilisée par Gérard de Vaucouleurs comme une galaxie de type morphologique Sc sp dans son atlas des galaxies,.

### Galaxie de Seyfert
NGC 4302 est une galaxie active de type Seyfert. De plus, c'est une galaxie LINER, c'est-à-dire une galaxie dont le noyau présente un spectre d'émission caractérisé par de larges raies d'atomes faiblement ionisés.

## Supernova
La supernova SN 1986E a été découverte dans NGC 4302 le 13 avril 1986 par un dénommé Candeo. Cette supernova était de type II. 

## Paire de galaxies en interaction
NGC 4298 semble former une paire en interaction gravitationnelle avec NGC 4302,,. Ces deux galaxies sont séparées d'une distance projetée d'environ 36 kal,, et elles semblent interagir entre elle,,,,,,,. Il existe des preuves tangibles d'une interaction entre les deux galaxies. NGC 4298 présente une distribution asymétrique de ses étoiles,,, un pont de marée relie les deux galaxies,,, un taux de formation d'étoiles très élevé dans NGC 4298, et une queue d'hydrogène neutre H1. Notons que cette queue pourrait aussi provenir de la pression produite par le mouvement de la galaxie dans le milieu intergalactique.

## Groupe de M87, de M60 et l'amas de la Vierge
Selon A.M. Garcia, NGC 4302 est membre du groupe de M87 (NGC 4486). Ce groupe de galaxies comprend au moins 96 membres, dont 53 apparaissent au New General Catalogue et 17 à l'Index Catalogue.
D'autre part, la plupart des galaxies du New General Catalogue, dont NGC 4302, et seulement quatre de l'Index Catalogue du groupe de M87 apparaissent  dans une liste de 227 galaxies d'un article publié par Abraham Mahtessian en 1998. Cette liste comporte plus de 200 galaxies du New General Catalogue et une quinzaine de galaxies de l'Index Catalogue. On retrouve dans cette liste 11 galaxies du Catalogue de Messier, soit M49, M58, M60, M61, M84, M85, M87, M88, M91, M99 et M100.
Toutes les galaxies de la liste de Mahtessian ne constituent pas réellement un groupe de galaxies. Ce sont plutôt plusieurs groupes de galaxies qui font tous partie d'un amas galactique, l'amas de la Vierge. Pour éviter la confusion avec l'amas de la Vierge, on peut donner le nom de groupe de M60 à cet ensemble de galaxies, car c'est l'une des plus brillantes de la liste. L'amas de la Vierge est en effet beaucoup plus vaste et compterait environ 1300 galaxies, et possiblement plus de 2000, situées au cœur du superamas de la Vierge, dont fait partie le Groupe local,.
De nombreuses galaxies de la liste de Mahtessian se retrouvent dans onze groupes décrits dans l'article d'A.M. Garcia, soit le groupe de NGC 4123 (7 galaxies), le groupe de NGC 4261 (13 galaxies), le groupe de NGC 4235 (29 galaxies), le groupe de M88 (13 galaxies, M88 = NGC 4501), le groupe de NGC 4461 (9 galaxies), le groupe de M61 (32 galaxies, M61 = NGC 4303), le groupe de NGC 4442 (13 galaxies), le groupe de M87 (96 galaxies, M87 = NGC 4486), le groupe de M49 (127 galaxies, M49 = NGC 4472), le groupe de NGC 4535 (14 galaxies) et le groupe de NGC 4753 (15 galaxies). Ces onze groupes font partie de l'amas de la Vierge et ils renferment 396 galaxies. Certaines galaxies de la liste de Mahtessian ne figurent cependant dans aucun des groupes de Garcia et vice versa.